# 1828

## Esdeveniments
- 26 de març: S'estrena el lied Auf dem Strom de Franz Schubert sobre un poema de Ludwig Rellstab. Fou l'únic concert que va organitzar en vida dedicat íntegrament al seu propi repertori, coincidint amb el primer aniversari de la mort de Ludwig van Beethoven.

## Naixements
Països Catalans
- 28 de juny - València: Joaquim Balader i Sanchis, dramaturg valencià (m. 1893).[1]
- 9 d'octubre - Sabadell: Francesc de Paula Clerch i Margall, eclesiàstic català.
- Móra d'Ebre: Ramon Subirat i Codorniu, escultor deixeble de Damià Campeny

Resta del món
- 21 de gener - Saint-Rémy-des-Monts: Clémence de Grandval, cantant, pianista i una de les compositores més famoses del segle xix (m. 1907).[2]
- 22 de gener -
  - Bucarest: Dora d'Ístria, intel·lectual, feminista i escriptora romanesa (m. 1888).[3]
  - Múrcia: Francisco de Paula del Villar y Lozano, arquitecte espanyol.
- 8 de febrer
  - Màlaga, Espanya: Antonio Cánovas del Castillo, polític, historiador i escriptor espanyol (m. Santa Águeda, Guipúscoa, País Basc 1897).
  - Nantes, França: Jules Verne, escriptor francès (m. 1905).

- 18 de març - Fareham, Anglaterra: William Randal Cremer, pacifista anglès, Premi Nobel de la Pau de l'any 1903 (m. 1908).

- 20 de març - Skien, Noruega: Henrik Ibsen, dramaturg noruec (m. 1906).[4]
- 13 d'abril - Glendale (Regne Unit): Josephine Butler, feminista i reformista social britànica (m. 1906).[5]
- 23 d'abril - Dresden, Regne de Saxònia: Albert I de Saxònia, rei de Saxònia des de l'any 1873 i fins a 1902, any de la seva mort.
- 8 de maig - Ginebra, Suïssa: Jean Henri Dunant, home de negocis i activista amb iniciatives humanitàries, Premi Nobel de la Pau el 1901 (m. 1910)[6]
- 11 de maig, Sedbury, Anglaterra: Eleanor Anne Ormerod, entomòloga britànica (m. 1901).[7]
- 27 d'agost, París, França: Maria Deraismes, autora i pionera francesa dels Drets de la Dona (m. 1894).[8]
- 28 d'agost - Iàsnaia Poliana, Rússia: Lev Nikolàievitx Tolstoi, escriptor rus.[9]
- 18 de desembre - Jönköping, Suècia: Viktor Rydberg, escriptor suec i un membre de l'Acadèmia Sueca (1877-1895).
- Pamplona: Ciriaco Jiménez Hugalde, organista i conmpositor.

## Necrològiques
Països Catalans
- 13 de febrer - 12 de juliol, Barcelona: Francesc Salvà i Campillo, metge, físic i meteoròleg català.

Resta del món
- 26 de gener, Londres: Caroline Lamb, aristòcrata i novel·lista britànica (n. 1785).[10]
- 18 de març, Fareham, Anglaterra: William Randal Cremer, sindicalista anglès, Premi Nobel de la Pau 1903 (m. 1908).

- 16 d'abril: Francisco José de Goya y Lucientes, pintor i gravador aragonès (n. 1746)
- 19 de novembre, Viena, Imperi Austríac: Franz Schubert, compositor austríac.
- 4 de desembre: Robert Jenkinson, comte de Liverpool, primer ministre del Regne Unit (n. 1770)[11]
- 30 de desembre: Waldemar Thrane, compositor, violinista i director d'orquestra noruec.